# Plötzlich 70!
Plötzlich 70! ist eine deutsche Filmkomödie aus dem Jahr 2012. Die Hauptrollen übernahmen Yvonne Catterfeld und Steffen Groth. Regie führte Matthias Steurer.

## Handlung
Melanie liebt ihre Arbeit, vergisst dabei aber oft ihren Freund. Er fühlt sich vernachlässigt. Später nimmt sie sich einmal etwas Zeit für ihn, doch auch dann kommt wieder ihre Arbeit dazwischen. Daraus folgt ein großer Streit, der mit der Trennung endet. Um sich zu entspannen, geht Melanie in ein Massagestudio. Dort erzählt sie der thailändischen Masseurin von ihren Problemen. Nach der Massage legt sich Melanie in ihr Bett. Als sie am nächsten Morgen aufwacht, ist sie um Jahrzehnte gealtert. Sie versucht herauszufinden, was passiert ist. Doch sie muss sich damit abfinden, dass sie jetzt 70 Jahre alt ist.

## Kritik
„Seichte (Fernseh-)Variante gängiger ‚Vice Versa‘-Komödien.“

„Zwar sind thematisch ähnlich gelagerte Fantasy-Komödien schon oft gedreht worden – man denke nur an Tom Hanks in Penny Marshalls „Big“ oder Jennifer Garner in Gary Winicks „30 über Nacht“ –, doch zum Glück inszenierte Matthias Steurer einen einfallsreichen und witzigen Spaß, der sich selbst nicht sonderlich ernst nimmt. Yvonne Catterfeld mausert sich mit dieser Rolle nach Werken wie „Die Frau des Schläfers“ und „Am Ende die Hoffnung“ immer mehr zum SAT.1-TV-Filmstar. Klasse ist auch die täuschend echt wirkende Maske.“

## Produktion
Am 15. September 2011 gab Sat.1 die Produktion des Filmes Forever Old mit Yvonne Catterfeld bekannt.
Die Dreharbeiten fanden vom 19. September 2011 bis zum 17. Oktober 2011 in Ludwigsburg und in Stuttgart statt.
Catterfeld saß 14 Tage lang vier Stunden am Tag in der Maske, um sich in eine 70-Jährige verwandeln zu lassen.

## Ausstrahlung und Erfolg
Der Film feierte am 7. Februar 2012 seine Erstausstrahlung in Sat.1. Die Erstausstrahlung wurde von 3,77 Millionen Zuschauern verfolgt, was in der werbewichtigen Zielgruppe zu überdurchschnittlichen 14,2 Prozent führte.